# Guido Guinizelli
Guido Guinizelli (alte forme Giunizzelli, Guinicelli) (n. 1230, Bologna, Sfântul Imperiu Roman – d. 1276, Monselice, Veneto, Italia) a fost un poet italian.
A fost unul dintre întemeietorii școlii Dolce Stil Novo și considerat de Dante părintele poeziei italiene.
A scris canțonete (cea mai cunoscută: Al cor gentil rempaira sempre amore - "În inima aleasă dragostea sălășluiește întotdeauna"), balade, sonete.
În scrierile sale, a exprimat o concepție umanistă, platonică, cu implicații spirituale despre iubire.